# Прапор Жмеринки
Пра́пор Жме́ринки — один з офіційних символів міста Жмеринка Вінницької області.
Затверджений рішенням 13 сесії 3 (23) скликання 8 серпня 2000 року Жмеринської міської ради був  герб міста Жмеринки. 
Автори проекту прапора — А. Гречило і У. Гречило.

## Опис
Квадратне синє полотнище, з центру якого до верхніх кутів і до середини нижнього краю відходять червоні смуги (завширшки в 3/20 сторони прапора), обрамовані з обох боків тонкими білими смужками (шириною в 1/40 сторони прапора кожна), у центрі — білий крилатий кінь у бігу (повернений до древка), із жовтою гривою та хвостом, у нижніх кутах — по жовтій 8-променевій зірці (розмах променів рівний 1/5 сторони прапора).